# کلید انتقال بار
یک کلید انتقال بار یا پمپ بار CTS یک پمپ بار است که عملکرد ولتاژ-پایین بهتر و «یک بهره پمپ‌سازی ولتاژ بهتر و ولتاژ خروجی بالاتر» نسبت به پمپ‌های بار قبلی مانند پمپ بار دیکسون ارائه می‌دهد.